# Библия

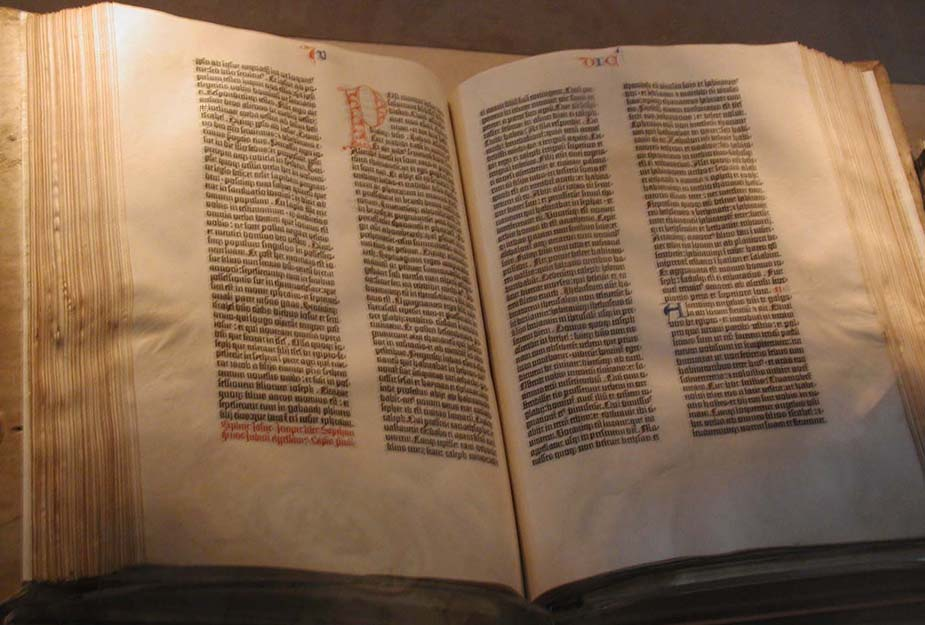
Библия Гутенберга

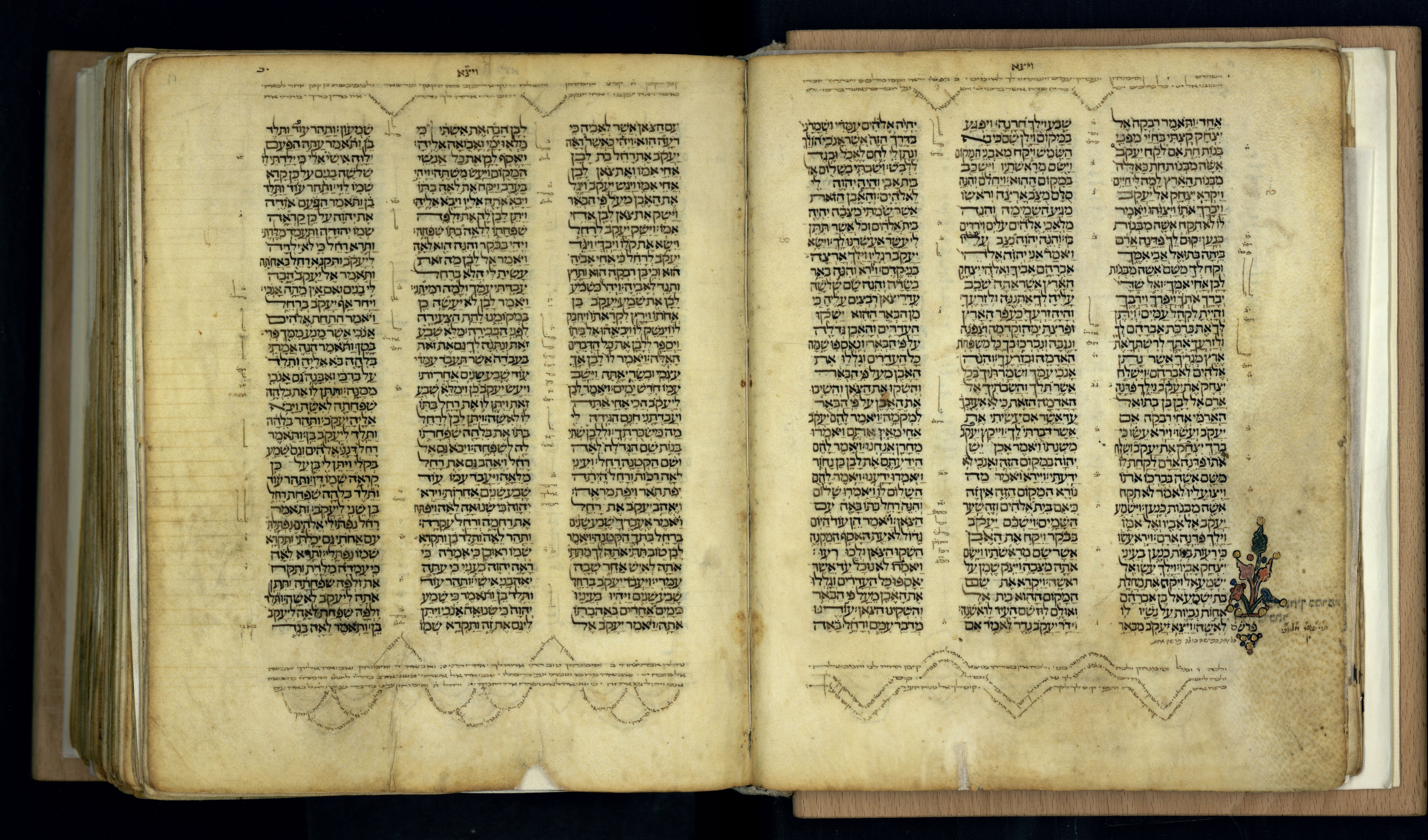
Библия на иврите с 1300 г.

Би́блия, Священное Писание, Святое Писание, Писание (мн. ч. греч. βιβλία от ед.ч. греч. βιβλίον — «книга»; от греч. βύβλος — «папирус»; от названия древнего финикийского города Библ) — собрание текстов, составляющих Священное Писание в иудаизме и христианстве.
В иудаизме Священным Писанием является Танах, именуемый также Еврейской Библией; в христианстве — Ветхий Завет, состоящий из книг Танаха и дополнительных священных книг (в православии и католицизме), и Новый Завет.
Книги Танаха составляют иудейский библейский канон. Книги Танаха и Нового Завета признаются каноническими во всех христианских конфессиях. Различия в составе книг и в тексте Библии различных Церквей и конфессий состоят в наличии (отсутствии) дополнительных книг и отрывков в Ветхом Завете и в некотором отличии перевода. В русском православии такие дополнительные книги и отрывки принято именовать «неканоническими», а в греческом православии — греч. ἀναγιγνωσκόμενα («для чтения»); в католицизме — второканоническими; в протестантизме — апокрифическими.
Христиане именуют Библию «Святой Библией» и считают весь канонический текст Библии богооткровенным, или богодухновенным, то есть написанным под непосредственным воздействием Святого Духа и служащим первоисточником и правилом веры. Древнейшие греческие рукописи с полным текстом христианской Библии датируются IV веком н. э. Сохранившиеся манускрипты Танаха, написанные на иврите и арамейском, датируются X веком н. э., но имеется Ватиканский кодекс с Септуагинтой, также относимый к началу IV века н. э. Разделение глав в Библии на стихи (евр. «пасук») датируется издревле, такое разделение уже имеется в Септуагинте, где нумерация стихов не всегда сходна с таковой в еврейском тексте Библии. Средневековые авторы обозначали всю Библию словом Пасук. Католики же считают, что Библия была разделена на главы Стефаном Лэнгтоном (XIII век), а на стихи — Робертом Этьенном (XVI век).
Общепринятая нотация цитат — книга (часто обозначаемая в сокращённой форме) глава:стих-стих, например: Мф. 5:3—12, что значит: Евангелие от Матфея, глава пятая, стихи с третьего по двенадцатый.
Ветхий Завет написан на древнееврейском языке (библейском иврите), за исключением некоторых неканонических (второканонических) книг и дополнений, включённых в состав канонических книг, написанных на древнегреческом или арамейском языках. Новый Завет написан на древнегреческом языке (койне).
Библия является самой продаваемой книгой всех времён, со среднегодовым объёмом продаж примерно в 100 миллионов экземпляров, и имеет колоссальное влияние на культуру, литературу, искусство и историю, особенно на Западе, став первым образцом массовой литературы.

## Этимология
Слово «библия» (греч. βιβλία) является множественным числом слова βιβλίον («книга»), встречающегося в Септуагинте (Быт. 2:4) и в самом начале Евангелия от Матфея (Мф. 1:1). В свою очередь, слово βιβλίον происходит от слова βύβλος («папирус»), производного от названия древнего финикийского города Библ — центра торговли папирусом.

## Название
Евреи свои священные книги обозначали названиями: «книги», «Священное Писание», «Танах» — акроним названий трёх разделов еврейской Библии — Тора (Пятикнижие), Невиим (Пророки) и Ктувим (Писания). Христиане новозаветные канонические писания обозначали названиями «Евангелие», «Апостол», «Апокалипсис» или «Откровение Иоанна Богослова».

## Библейский канон
В библейском каноне большинства христианских конфессий имеется 39 книг Ветхого Завета, представляющих собой Танах (еврейскую Библию), и 27 книг Нового Завета. Кроме того, Римско-католическая церковь включает в ветхозаветный канон так называемые второканонические книги и придаёт им равный авторитет с книгами Танаха (ранее вошедшими в канон). В Новый Завет входят четыре канонических Евангелия, Деяния апостолов, 21 послание апостолов и Откровение Иоанна Богослова.

## Состав Библии
Книги Библии состоят из книг Ветхого и Нового Заветов. Число книг христианской Библии варьируется от протестантского канона (66 книг) до «широкого» канона Эфиопской православной церкви (81 книга).

### Ветхий Завет
Ветхий Завет состоит из книг еврейской Библии (Танах) и дополнительных книг, число которых отличается в различных Церквях и конфессиях.
В Русской церкви эти дополнительные книги называются неканоническими книгами Священного Писания, в греческих Православных Церквях (Константинопольская, Александрийская, Антиохийская, Иерусалимская, Элладская, Кипрская) — «анагиноскомена» (греч. ἀναγιγνωσκόμενα, то есть «для чтения»), в католицизме они называются второканоническими или девтероканоническими. В протестантизме эти книги называются апокрифами и либо совсем не помещаются в Библию, либо помещаются в приложение к ней.
Существуют также отличия в последовательности книг Ветхого Завета в различных традициях. Еврейская Библия содержит три раздела: пять книг Торы («Учение» или «Закон», или «Пятикнижие») — Бытие, Исход, Левит, Числа, Второзаконие; Невиим («Пророки») и Ктувим («Писания»). В Танахе «Пророки» (Невиим) предшествуют Писанию (Ктувим) и включают в себя книги «ранних пророков»: книги Иисуса Навина, Судей, 1 и 2 Самуила (1 и 2 Царств) и 1 и 2 Царей (3 и 4 Царств), которые в христианской традиции рассматриваются как исторические, наравне с книгами Летописей (Паралипоменон).
Кроме этого, в иудейской традиции книга Даниила рассматривается не как пророческая, а как часть Писания.

#### Танах
Священным Писанием в иудаизме называется «Танах»; в тексте Танаха нет самого этого слова, являющегося акронимом слов «Тора», «Невиим», «Ктувим». В христианстве книги Танаха входят в состав Ветхого Завета. Еврейское Священное Писание не имеет единого названия, которое было бы общим для всего еврейского народа и применялось во все периоды его истории. Наиболее ранний и распространённый термин — הַסְּפָרִים, ха-сфарим («книги»). Евреи эллинистического мира употребляли это же название на греческом языке — τα βιβλια — Библия, и оно вошло главным образом через свою латинскую форму в европейские языки.
Танах представляет собой собрание книг, написанных в течение 1200 лет на древнееврейском и частично на арамейском языках с XIII по II века до н. э. и канонизированных от VI века до н. э. до начала II века н. э. На арамейском языке были написаны средняя часть книги пророка Даниила (Дан. 2:4 — 7:28), некоторые части первой книги Ездры и один стих в книге пророка Иеремии (Иер. 10:11). В исламе подлинность существующей Библии не признаётся.
Танах состоит из 39 книг, по первоначальной еврейской традиции — из 22 (по числу букв еврейского алфавита) или из 24 (по числу букв греческого алфавита). Все книги Танаха разделяются в иудаизме на три отдела: Тора (Закон), Невиим (Пророки), Ктувим (Писания).
«Закон» (Тора) — содержит Пятикнижие Моисея:
- Бытие
- Исход
- Левит
- Числа
- Второзаконие

«Пророки» (Невиим) — содержит книги:
- Иисус Навин
- Судьи
- 1-я и 2-я Самуила (в первоначальной еврейской традиции составляли одну книгу; в Православной церкви именуются — Первая и Вторая книга Царств)
- 1-я и 2-я Царей (в первоначальной еврейской традиции составляли одну книгу; в Православной церкви именуются — Третья и Четвёртая книга Царств)
- Исаия
- Иеремия
- Иезекииль
- Двенадцати малых пророков (в первоначальной еврейской традиции составляли одну книгу):
  - Осия
  - Иоиль
  - Амос
  - Авдий
  - Иона
  - Михей
  - Наум
  - Аввакум
  - Софония
  - Аггей
  - Захария
  - Малахия

«Писания» (Ктувим) — содержит книги:
- Псалтирь
- Притчи
- Иов
- Песнь Песней
- Руфь
- Плач Иеремии
- Екклесиаст
- Есфирь
- Даниил
- Ездра и Неемия (в первоначальной еврейской традиции составляли одну книгу[37]; в Септуагинте — Книга Ездры Β)
- 1-я и 2-я Летопись (в первоначальной еврейской традиции составляли одну книгу; в Православной церкви именуются — 1-я и 2-я Паралипоменон; в Католической и протестантских — 1-я и 2-я Хроник)

В еврейской традиции за счёт соединения Книги Руфь с Книгой Судей в одну книгу, а также Плача Иеремии с Книгой Иеремии, получается вместо 24 книг 22. Еврейский историк Иосиф Флавий (I век н. э.) впервые свидетельствовал, что древние евреи насчитывали в своём каноне двадцать две священные книги. С XV века в изданиях Танаха стали разделять на две книги книгу Самуила, книгу Царей, книгу Ездры-Неемии, книгу Хроник. Также в печатных изданиях Танаха книга Двенадцати малых пророков рассматривается как 12 пророческих книг.
Все эти книги признаны также каноническими и в христианстве.
Приведённый выше порядок размещения книг в еврейской Библии изменяется несколько в Септуагинте и Вульгате. Маймонид в своей книге Мишна Тора приводит иной порядок книг Танаха, отличный от ныне существующего в иудаизме.

#### Второканонические и неканонические книги
Септуагинта (греческий перевод Ветхого Завета, выполненный в III—I веках до н. э.) содержит на 13 книг больше, чем еврейская Библия. Это следующие книги:
- Ездры Α (в славянской и русской Библии — Вторая книга Ездры; в греческой Библии — книга Ездры Α; протестантстве — Первая книга Ездры; в приложении к Вульгате — 3-я книга Ездры)
- Книга Товита (Товит)
- Книга Юдифи (Юдифь)
- Маккавейские:
  - Первая книга Маккавейская
  - Вторая книга Маккавейская
  - Третья книга Маккавейская
  - Четвёртая книга Маккавейская
- Книга Премудрости Соломона (Премудрость Соломона)
- Книга Премудрости Иисуса, сына Сирахова (Сирах)
- Книга пророка Варуха (Варух)
- Послание Иеремии
- Оды
- Псалмы Соломона

Кроме этого, Септуагинта содержит дополнительные отрывки к книгам Танаха, наибольшие из которых:
- места в книге Есфири: сон Мардохея (Есф. 1:1); указ Амана (Есф. 3:13); молитва Мардохея и Есфири (Есф. 4:17); речи Есфири и Артаксеркса (Есф. 5:1, 2); указ Мардохея от имени Артаксеркса (Есф. 8:12); изъяснение сна Мардохея (Есф. 10:3)
- молитва Манассии в конце 2-й книги Паралипоменон (2Пар. 36:24)
- последний 151-й Псалом (Пс. 151)
- молитва Азарии и песнь трёх отроков (Дан. 3:24—90)
- повесть о Сусанне (Дан. 13)
- история о Виле и Драконе (Дан. 14)[51]

Этих книг и отрывков нет и в современной еврейской Библии (Танахе); большинство из них появились на греческом языке, но для некоторых из них существовал еврейский текст. Так, в 1896 году в каирской генизе были найдены фрагменты (больше половины книги) еврейского текста книги Премудрости Иисуса, сына Сирахова, датируемые XI—XII веками; в числе кумранских находок (1947—1956) были найдены фрагменты книги Товита на арамейском языке и на иврите (еврейском).
В Библиях различных Церквей содержится разное число вышеприведённых дополнительных книг и отрывков.
Православие
Книги Ветхого Завета в греческой Библии совпадают с Септуагинтой (кроме Од и Псалмов Соломона, отсутствующих в греческой Библии). Ветхий Завет славянской Библии основан на Септуагинте, но на эту основу накладываются многочисленные влияния со стороны латинской Библии (Вульгаты). В Синодальном переводе Библии на русский язык, выполненном в XIX веке, канонические книги Ветхого Завета переведены с еврейской Библии (масоретского текста), но в отдельных случаях с Септуагинты (например, Ис. 7:14), а неканонические книги — с греческого (кодексов Септуагинты), кроме третьей книги Ездры, переведённой с латинской Вульгаты. В Синодальном переводе дополнительные отрывки и стихи, взятые из Септуагинты, но не содержащиеся в еврейской Библии, помещаются в квадратных скобках. В протестантских изданиях Синодального перевода эти вставки убраны.
Русская православная церковь причисляет к каноническим (богодухновенным) ветхозаветным книгам только 39 книг иудейского канона, составляющих еврейскую Библию. Эти книги названы книгами Ветхого Завета в 60-м правиле Лаодикийского собора (около 360 года), в правилах святителя Афанасия, архиепископа Александрийского, святителя Григория Богослова (кроме книги Есфирь) и святителя Амфилохия, епископа Иконийскаго. При этом Лаодикийский собор и Афанасий Александрийский добавляет к ветхозаветным книгам книгу пророка Варуха и Послание Иеремии. Святитель Амфилохий Иконийский в упоминании ветхозаветных книг точно соответствует книгам Танаха и называет только эти книги богодухновенными. Неизменяемость этих правил утверждена на Пято-Шестом (Трулльском) соборе. Несмотря на некоторое расхождение, книга пророка Варуха и Послание Иеремии относятся в Русской Православной Церкви к неканоническим.
К неканоническим (полезным и назидательным, но небогодухновенным) книгам, помещаемым в славянскую и русскую Библию, Русская Православная Церковь относит 10 дополнительных книг Септуагинты:
- Вторая книга Ездры (в Септуагинте — Ездры Α)
- Книга Товита
- Книга Иудифи
- Книга Премудрости Соломона
- Книга Премудрости Иисуса, сына Сирахова
- Послание Иеремии
- Книга пророка Варуха
- Первая книга Маккавейская
- Вторая книга Маккавейская
- Третья книга Маккавейская

и Третью книгу Ездры (переведена с латинского), а также все дополнительные отрывки к Танаху, содержащиеся в Септуагинте.
В греческих Православных церквях (Константинопольская, Александрийская, Антиохийская, Иерусалимская, Элладская, Кипрская) дополнительные книги к Танаху называются «анагиноскомена» (то есть «рекомендуемые для чтения»), причём некоторые православные богословы называют их второканоническими. В отличие от славянской и русской Библии в греческой Библии отсутствует Третья книга Ездры, но имеется Четвёртая книга Маккавейская, помещаемая в Приложение.
На Поместном Иерусалимском Соборе 1672 года, на котором присутствовало около 70 архиереев и священников от большинства Православных церквей, было принято постановление:

Следуя правилу Кафолической Церкви, называем Священным Писанием все те книги, которые признал Лаодикийский собор, а также: Премудрость Соломона, Иудифь, Товия, Даниил 13—14 главы (повесть о Сусанне и история о Виле и Драконе), книги Маккавейские и Премудрость Сираха. Их признаём наравне с другими книгами неизменной и действительной частью Священного Писания. Как преданы Церковью действительной частью Священного Писания Евангелия, так и сии преданы без сомнения такой же частью Священного Писания, и кто отвергает их, тот и Евангелия отвергает. И всё то, что всегда, всеми соборами, древнейшими в Кафолической Церкви и знаменитейшими богословами, счисляется и включается в Священное Писание, — всё то и мы считаем каноническими книгами и признаём Священным Писанием.

Это соборное определение подписали многие представители Русской Православной Церкви: игумен монастыря святого Николая Исаия (Трофим); проповедник Евангелия Игнатий Ксеновицкий; русский монах Тимофей; апокрисиарий русского царя Алексея Михайловича и другие. Тем самым было формально выражено согласие Русской Православной Церкви по вопросу о каноне с греческой Церковью.
Иерусалимский Собор созывался как противодействие возникшему незадолго до этого кальвинизму, отрицающему данные книги как неизменную и боговдохновенную часть Священного Писания и приравнивавшему эти книги к исключительно человеческим произведениям. Данное постановление входит в утверждённое на Соборе православное «Исповедание веры», составленное патриархом Иерусалимским Досифеем, которое в дальнейшем стало широко использоваться православными богословами. В июне 1721 года оно было подтверждено решением восточных патриархов (Константинопольский, Иерусалимский и Александрийский) и объявлено истинным изложением православного учения.
На соборах русской Церкви вопрос о каноне не поднимался. В конце XVIII века довольно резко осуждали авторитет книг, находящихся в славянской Библии, но не входящих в еврейский канон, следующие епископы: Феофан Прокопович, Ириней Фальковский, Сильвестр Лебединский. Более благоприятно относились Стефан Яворский и святитель Димитрий Ростовский. При этом эти книги всегда помещались в славянских изданиях Библии: в Геннадиевском, Острожском и Елизаветинском.
Профессор Юнгеров (конец XIX — начало XX века) считал, что решение Иерусалимского собора о придании данным книгам статуса канонических надо понимать не в смысле их богодухновенности, а в смысле, что они являются неизменной частью Священного Писания, что признаётся всей Православной Церковью.
В катехизисе Филарета (Дроздова) 1839 года в качестве книг Ветхого Завета принимались только книги еврейского канона (Танаха).
В 1847 году архимандрит Макарий Булгаков в сочинении «Введении в православное богословие» впервые в русской богословской литературе употребил термины «канонические» и «неканонические» книги, применительно к книгам Ветхого Завета. Каноническими книгами архимандритом Макарием были названы книги еврейской Библии, неканоническими — книги, входящие в славянскую Библию, но отсутствующие в еврейской Библии, за исключением того, что книга пророка Варуха и Послание Иеремии были отнесены им к числу канонических книг. Канонические книги были названы богодухновенными и составляют Священное Писание богодухновенное, а неканонические книги «служат только в виде прибавления к богодухновенному Писанию, как книги добрые, назидательные, священные». Однако термин «неканонические книги» по отношению к книгам Ветхого Завета не был известен святоотеческой и византийской традициям и не употреблялся в других христианских конфессиях.
В Синодальный перевод, выполненный в 1876 году, входили все неканонические книги без подразделения по их статусу. В 1896 году новая академическая программа отнесла книгу пророка Варуха и Послание Иеремии к неканоническим книгам.
Общеупотребительным термин «неканонические книги» в Русской православной церкви стал после издания Библии Московской Патриархией в 1968 году, в котором содержалось приложение «О книгах канонических и неканонических», повторяемое затем всеми последующими церковными изданиями Библии. Книги, отсутствующие в еврейском каноне, в оглавлении этих изданий были отмечены как неканонические.
Сами греки понимают каноничность этих книг не в смысле их богооткровенности (богодухновенности), но в смысле, что они входят в состав Священного Писания.
Католицизм
В католицизме в состав канонических книг Ветхого Завета Библии (Новая Вульгата), утверждённых на Тридентском соборе в 1546 году и подтверждённых на Ватиканском соборе 1871 года, входят так называемые второканонические книги, признанные имеющими равный авторитет и богодухновенность с книгами Танаха (ранее вошедшими в канон).
Среди этих семи книг:
- Книга Товита
- Книга Иудифи
- Книга Премудрости Соломона
- Книга премудрости Иисуса, сына Сирахова
- Книга пророка Варуха с Посланием Иеремии (включена в книгу Варуха в качестве 6-й главы)
- Первая книга Маккавейская
- Вторая книга Маккавейская[81]

Все вышеуказанные дополнительные отрывки, содержащиеся в Септуагинте, кроме 151-го Псалма и Молитвы Манассии, признаны в католицизме каноническими. В отличие от славянской и русской Библии, в Новой Вульгате отсутствует Третья книга Маккавейская, 151-й Псалом, Вторая и Третья книги Ездры, причём последние две помещались в приложение к Вульгате (с названием 3-я и 4-я книги Ездры) вместе с молитвой Манассии. Послание Иеремии входит 6-й главой в книгу пророка Варуха.
Протестантизм
В протестантизме книги Ветхого Завета составляют только книги Танаха. Неканонические (второканонические) книги в протестантстве называются апокрифами, но не в смысле, принятом в православии и католичестве, в которых под апокрифами понимаются книги, отвергнутые Церковью. В протестантстве эти книги называются псевдоэпиграфами (ложно надписанными), а апокрифами — книги, неправильно относимые к Священному Писанию в других Церквях. К апокрифам в протестантстве относятся все неканонические книги славянской и русской Библии и вышеуказанные дополнительные отрывки из Септуагинты, за исключением Третьей книги Макавейской и 151-го Псалма, которые относятся к псевдоэпиграфам. Вторая и Третья книги Ездры славянской Библии в протестантстве называются 1-й и 2-й книгами Ездры, соответственно.

### Новый Завет
Вторая часть христианской Библии — Новый Завет, собрание из 27 книг: четыре Евангелия, деяния Апостолов, 21 послание Апостолов и книга Откровение Иоанна Богослова (Апокалипсис), написанные в I веке н. э. и дошедшие до нас на древнегреческом языке. Эта часть Библии наиболее важна для христианства, в то время как иудаизм её не признаёт.
Новый Завет составлен из записей восьми авторов: Матфея, Марка, Луки, Иоанна, Петра, Павла, Иакова и Иуды.
В славянской и русской Библии книги Нового Завета размещены в следующем порядке:
- законоположительные
  - Евангелия
    - от Матфея
    - от Марка
    - от Луки
    - от Иоанна
- исторические
  - книга Деяний святых Апостолов
- учительные
  - Соборные послания
    - Послание Иакова
    - Послания Петра
      - 1-е
      - 2-е

    - Послания Иоанна
      - 1-е
      - 2-е
      - 3-е

    - Послание Иуды

  - Послания Павла
    - к Римлянам
    - к Коринфянам
      - 1-е
      - 2-е

    - к Галатам
    - к Ефесянам
    - к Филиппийцам
    - к Колоссянам
    - к Фессалоникийцам
      - 1-е
      - 2-е

    - к Тимофею
      - 1-е
      - 2-е

    - к Титу
    - к Филимону
    - к Евреям
- пророческие
  - Откровение Иоанна Богослова (Апокалипсис)

Все эти книги содержатся в Правилах апостольских, Правилах соборов Лаодикийского (кроме Апокалипсиса) и Карфагенского и у многих древних Отцов Церкви. В Ватиканском кодексе (начало — середина IV века) отсутствуют окончание послания к Евреям (начиная с Евр. 9:14), послания к Тимофею, Титу, Филимону и Апокалипсис. Александрийский кодекс (V век) содержит практически весь Новый Завет, кроме некоторых отрывков в Евангелиях от Матфея и Иоанна, а также во втором послании к Коринфянам. При этом порядок расположения этих книг в различных документах отличается от приведённого в списке выше:
- В Александрийском и Ватиканском кодексах, 60-м правиле Лаодикийского собора и 39-м послании о праздниках святителя Афанасия Александрийского послание к Евреям размещено после второго послания к Фессалоникийцам (Солунянам), перед посланиями к Тимофею. Откровение Иоанна Богослова отсутствует в правиле Лаодикийского собора (считается, что оно не было известно участникам собора)[85].
- В 85-м правиле святых апостолов, 33-м правиле Карфагенского собора, у святителей Григория Богослова и Амфилохия Иконийского послания апостола Павла размещены перед Соборными посланиями, после Деяний святых апостолов. При этом в правилах апостольских и Карфагенского собора послание апостола Иакова размещено между посланиями Иоанна и Иуды[86][87], а у святителя Григория Богослова отсутствует Откровение Иоанна Богослова в списке книг Нового Завета[88].

В Новой Вульгате и в изданиях греческого Нового Завета Соборные послания помещаются после Посланий апостола Павла перед Апокалипсисом. При том или ином размещении книг руководствовались многими соображениями, но время написания книг не имело большого значения, что нагляднее всего можно видеть из размещения Посланий Павловых. При указанном порядке руководствовались соображениями относительно важности мест или церквей, куда были направлены послания: сначала поставлены послания, написанные к целым церквам, а потом уже послания, написанные к отдельным лицам. Исключение — Послание к Евреям, которое стоит на последнем месте не из-за своей низкой значимости, а из-за того, что в подлинности его долгое время сомневались. Руководствуясь хронологическими соображениями, можно разместить Послания апостола Павла в следующем порядке:
- к Фессалоникийцам (51—52 годы)
  - 1-е
  - 2-е
- к Галатам (середина 50-х годов)
- к Коринфянам
  - 1-е (54—57 годы)
  - 2-е (57 год)
- к Римлянам (58 год)
- к Ефесянам (62—63 годы)
- к Колоссянам (62—63 годы)
- к Филимону (62—63 годы)
- к Филиппийцам (62—63 годы)
- к Евреям (63—64 годы)
- к Титу (63—65 годы)
- к Тимофею
  - 1-е (63—65 годы)
  - 2-е (67 год)

## Апокрифы
Помимо канонических и второканонических (неканонических) книг известны также рукописи, которые хотя и надписаны наподобие рукописей Священного Писания, но с точки зрения церкви в той или иной степени искажают вероучительные истины, по духу и содержанию не соответствуя апостольской вере. Такие рукописи названы апокрифами (от греч. ἀπόκρυφος — «скрытый»), в протестантстве — псевдоэпиграфами. Еврейские законоучители, начиная с IV века до н. э., и Отцы Церкви во II—IV веках н. э. формировали канон книг Священного Писания, отбирая книги в «Слово Божие» из немалого числа рукописей, сочинений, памятников. Апокрифы не входят в состав Библии и составляют апокрифическую литературу, сопутствующую Ветхому и Новому Заветам. Авторами этих рукописей часто являлись последователи гностицизма.
В своё время деятели древнееврейского «Великого Собрания» (административно-богословского учёного совета IV—III веков до н. э.) и последующих еврейских религиозных авторитетов, а в христианстве — Отцы Церкви, зачастую проклинали, запрещали как еретические и расходящиеся с общепринятым текстом, и просто истребляли книги, которые не соответствовали их критериям. Апокрифов сохранилось немногим более 100 ветхозаветных и около 100 новозаветных. Особенно обогатили науку последние раскопки и открытия в районе пещер Мёртвого моря в Израиле, содержащие некоторые фрагменты и рукописи, в которых сохранились апокрифические тексты. Они явились научным подтверждением подлинности древности некоторых текстов.
Апокрифы, в частности, помогают понять, какими путями шло формирование христианства и из каких элементов складывалась его догматика.

## Авторство
Библия писалась разными авторами на протяжении многих веков, согласно традиционной точке зрения в христианстве — с XV века до н. э. по I век н. э., многие светские исследователи придерживаются мнений о более позднем происхождении книг Ветхого Завета. Некоторые современные исследователи придерживаются мнения о том, что большинство книг Ветхого Завета и все Евангелия были написаны анонимными авторами. Согласно этой точке зрения, тексты Евангелий существовали в анонимном виде до начала второго века, когда им было приписано авторство.
Исторические церкви считают, что подлинность книг Священного Писания удостоверяет святоотеческое наследие: святые мужи первых веков, которые могли слышать проповедь Евангелия от самих апостолов или от их ближайших учеников, составили канон книг, которые можно было именовать Священным Писанием (в отличие от предания и апокрифов). Считается, что подлинность книг определяется по соответствию содержания книг апостольской вере.
В XVIII веке достоверность традиционного приписывания библейских книг конкретным авторам была поставлена под сомнение. В настоящее время некоторые учёные считают, что большинство книг были отредактированы и изменены, и по этой причине восстановить содержание оригинала в наше время почти невозможно

## История Библии

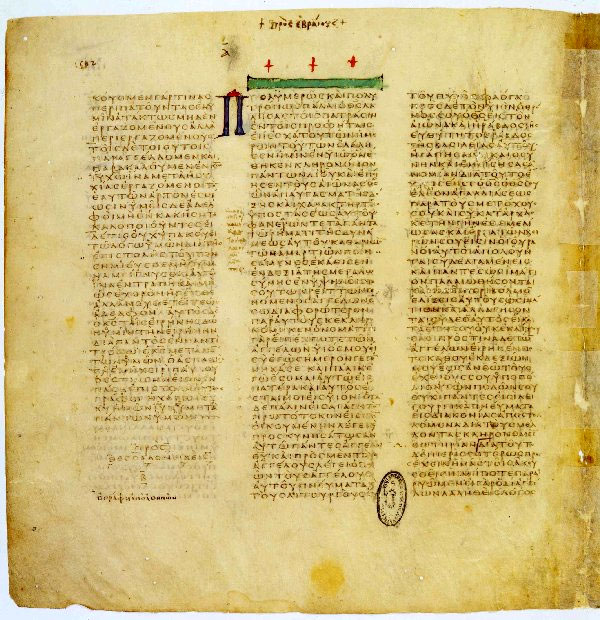
Страница из Ватиканского кодекса

### Текст Ветхого Завета
Евреи сумели сохранить первоначальный текст Священных книг без серьёзных искажений не только по содержанию, но и по форме и языку. Однако после Вавилонского плена еврейский язык значительно изменился. Первоначальный текст вышел из употребления, стал непонятен народу, так как сами евреи стали говорить по-арамейски. На этом языке толковали народу закон, непонятный уже в священном тексте (Неем. 8:1—8, 13:23—25). Но древний еврейский язык, не использовавшийся в обиходе, оставался языком религии (см. также священные языки), священных книг и литературы. Пророки, жившие после плена, писали на древнееврейском языке.
Известно, что после Вавилонского плена евреи восстановили Храм, вернулись к прежнему укладу жизни, к исполнению законов и соблюдению уставов Торы, обычаев и обрядов. Они тщательно охраняли свою главную святыню — священные книги.
В первом веке, по разрушении Иерусалима римлянами, учёные евреи переселились в Тивериаду, и здесь образовалась знаменитая раввинская академия, почитаемая всеми иудеями. Со второго века здесь возникло общество талмудистов — людей, изучавших и толковавших Священное Писание. Они сличили рукописи, очистили текст от ошибок, вкравшихся со времён Ездры, и установили единообразный род письма для свитков Священного Писания. Они сосчитали даже число слов и букв в каждой священной книге, например в книге Бытия 20 780 слов и 78 100 букв. Такая работа, определённо, способствовала охранению текста священных книг от искажений и ошибок переписчиков. Несмотря на то, что в то время не было ещё гласных и других знаков, во II—III веках талмудисты имели текст книг, весьма близкий к настоящему. Во всех чтениях того времени находится только 220 отличий.
После талмудистов, в V веке, для библейского текста весьма многое сделали масореты. Древний еврейский язык, как и арабский, сирский или халдейский, не имел знаков для означения гласных звуков, и, кроме того, в древности не употребляли никаких знаков препинания. Когда язык был живым, правильному чтению помогали предание и навык. Но теперь, когда в обычной речи употреблялся другой язык и в рукописях появились разности и погрешности, настала необходимость самим начертанием текста предохранить его от разночтений; сверить рукописи, определить твёрдо текст и предохранить его по возможности на будущее время от искажений. Этим и занялись учёные раввины, по своему труду носящие название масоретов, то есть изъяснителей. Они над всеми словами поставили гласные знаки, собрали и сличили древние рукописи и древние толкования, установили размеры и пунктуацию стихов и пересчитали число стихов и даже букв в книгах. Совокупность всех таких работ над текстом составляет великую Масору, и извлечение из неё называется малой Масорой. Эти труды над еврейским текстом, начатые в V веке, продолжались с усердием и в последующие века. «Евреи сделали всё возможное для сохранения священного текста в целости и неповреждённости. Согласие дошедших до нас рукописей служит внушительным доказательством неповреждённости ветхозаветного текста по крайней мере в главном и существенном».

### История канона Библии
Книги Ветхого Завета создавались на протяжении значительного промежутка времени: с XV века до н. э. до I века до н. э. Существует предположение, что канонические книги Ветхого Завета были собраны воедино боговдохновенным писателем, книжником Ездрой, жившим приблизительно за 450 лет до н. э., и что ко времени появления Септуагинты канон Ветхого Завета был уже готов.
Книги Нового Завета были канонизированы христианской церковью на Вселенских Соборах. Проблемы возникли только с двумя книгами. На Востоке Откровение Иоанна Богослова считали слишком мистической книгой (её до сих пор не читают при богослужениях), а на Западе сомневались в авторстве послания апостола Павла к Евреям.
Известен так называемый канон Муратори, названный так по имени миланского библиотекаря, открывшего в XVIII веке древний папирусный фрагмент с перечислением канонических книг Нового Завета. Фрагмент датируется примерно 200 годом, в нём отсутствует ряд произведений, впоследствии вошедших в канон: Послание Павла к евреям, оба Послания Петра, Третье Послание Иоанна, Послание Иакова. Зато в этом каноне имеется Апокалипсис Петра, впоследствии причисленный к апокрифам.
Большие споры долго вызывал вопрос о включении в канон Апокалипсиса Иоанна. Лаодикийский поместный церковный собор (364 год) утвердил новозаветный канон в составе 26 книг, составляющих его и теперь, — без Апокалипсиса. После этого вопрос о новозаветном каноне обсуждался ещё на двух поместных соборах, — Гиппонском (393 год) и Карфагенском (397—419 годы), и был окончательно принят вторым правилом Трулльского собора (692 год).
Книги Ветхого Завета в Русской Православной Церкви: Бытие, Исход, Левит, Числа, Второзаконие, Иисус Навин, Судей Израилевых, Руфь, книги Царств — 1-я, 2-я, 3-я и 4-я, 1-я и 2-я книги Паралипоменон, 1-я Эзры, Неемия, 2-я Ездры (неканоническая), Товит (неканоническая), Юдифь (неканоническая), Есфирь, Иов, Псалтирь, Притчи Соломоновы, Экклезиаст, Песнь Песней, Премудрость Соломона (неканоническая), Премудрость Иисуса, сына Сирахова (неканоническая), Исаия, Иеремия, Плач Иеремии, Послание Иеремии (неканоническая), Варух (неканоническая), Иезекииль, Даниил, Осия, Иоиль, Амос, Авдий, Иона, Михей, Наум, Аввакум, Софония, Аггей, Захария, Малахия, 1-я, 2-я и 3-я книги Маккавеев (неканонические), Третья книга Ездры (неканоническая).
Книги Нового Завета: Евангелие от Матфея, Евангелие от Марка, Евангелие от Луки, Евангелие от Иоанна, Деяния святых апостолов, Послание Иакова, 1-е и 2-е послание Петра, 1-е, 2-е и 3-е послание Иоанна, Послание Иуды, Послание к Римлянам, 1-е и 2-е послание к Коринфянам, Послание к Галатам, Послание к Ефесянам, Послание к Филиппийцам, Послание к Колоссянам, 1-е и 2-е послание к Фессалоникийцам, 1-е и 2-е послание к Тимофею, Послание к Титу, Послание к Филимону, Послание к Евреям, Откровение Иоанна Богослова.

### Рукописи Библии
Наиболее древними рукописями Нового Завета считаются кодексы:
- Александрийский кодекс (лат. Codex Alexandrinus; хранится в библиотеке Британского музея)
- Ватиканский кодекс (лат. Codex Vaticanus; хранится в Риме)
- Синайский кодекс (лат. Codex Sinaiticus; хранится в Оксфорде, ранее — в Эрмитаже)

Все они датируются (палеографически, то есть на основании «стиля почерка») IV веком н. э. Язык кодексов греческий.
В XX веке широкую известность приобрели Кумранские рукописи, обнаруженные, начиная с 1947 года, в ряде пещер Иудейской пустыни и в Масаде — самые ранние из сохранившихся текстов.

### Деление на главы и стихи
Древний ветхозаветный текст не имел делений на главы и стихи. Но очень рано (вероятно, после Вавилонского плена) для богослужебных целей появились некоторые деления. Древнейшее разделение Закона на 669 так называемых парашот, приспособленных к общественному чтению, упоминается в Талмуде (трёхлетний цикл чтения Торы в синагогах, по окончании которого начинали читать Тору сначала); теперешнее деление на 50 или 54 парашот ведёт начало со времён Масоры (при такой разбивке Тора прочитывается приблизительно за год) и в древних синагогических списках не встречается. Также в Талмуде уже находятся деления книг пророков на гафтарот — конечные отделы (такое название усвоено потому, что эти отрывки из пророков читались в конце богослужения, после отрывков из Торы).
Деления на главы христианского происхождения и сделаны в XIII веке или кардиналом Гугоном, или епископом Стефаном. При составлении конкорданции на Ветхий Завет Гугон для удобнейшего указания мест разделил каждую книгу Библии на несколько малых отделений, которые обозначил буквами алфавита. Принятое ныне деление было введено Кентерберийским епископом Стефаном Лангтоном. В 1214 году он разделил на главы текст латинской Вульгаты, и это деление было перенесено в еврейский и греческий тексты. Позже, в XV веке, раввин Исаак Натан при составлении конкорданции на еврейском языке разделил каждую книгу на главы, и это деление до сих пор удержано в еврейской Библии. Деление поэтических книг на стихи дано уже в самом свойстве еврейского стихосложения и потому очень древнего происхождения; оно встречается в Талмуде.
Впервые Новый Завет был разделён на стихи в XVI веке. Стихи были пронумерованы вначале Сантесом Панино; затем, около 1555 года, — Робертом Этьенном. Существующая ныне система глав и стихов впервые появилась в английской Библии 1560 года. Деление не всегда логично, но от него уже поздно отказываться, тем более что-либо менять: за четыре века оно осело в ссылках, комментариях и алфавитных указателях.

## Библия в религиях мира

### Христианство
В христианстве Библия является Священным Писанием. Ветхий Завет, содержащий ветхозаветный закон — Пятикнижие Моисея (описание истории древнего Израиля, пророчества о судьбах Израиля и о пришествии Мессии), — считается подготовительным к принятию Нового Завета. Новый Завет представляет дополнение, раскрытие и завершение Ветхого Завета. Новый Завет содержит нравственное учение, соблюдение которого, по христианскому учению, необходимо для получения человеком вечной жизни.
Все 39 канонических книг Ветхого Завета (еврейская Библия) и 27 книг Нового Завета одинаковы для большинства христиан (но не всех: некоторые древневосточные церкви, такие как Маланкарская и Ассирийская, в своих лекционариях содержат чтения лишь из 22 книг Нового Завета, а Эфиопская признаёт каноническими 35 книг Нового Завета) и признаны ими богодухновенными, то есть содержащими непреложную истину и в своём содержании представляющие неизменные правила веры и нравственности. Во взглядах на богодухновенность книг, не входящих в состав еврейской Библии, но входящих в состав Ветхого Завета в православии и католицизме, у христиан есть значительные разногласия.
Там, где в книгах Нового Завета цитируется Ветхий Завет, эти цитаты чаще всего приводятся по греческому переводу Библии, выполненному в III—II веках до н. э., именуемому, благодаря 72 переводчикам (часто округляют до 70), Септуагинтой (лат. Septuaginta — «семьдесят, LXX»), а не по древнееврейскому тексту, принятому в иудаизме и именуемому учёными масоретским (по названию древних еврейских библеистов-богословов, упорядочивавших священные рукописи).
По сути, именно сборник книг Септуагинты стал традиционным для Древней Церкви сборником книг Ветхого Завета. При этом в восточных Церквях те книги Септуагинты, которые отсутствовали в еврейской Библии, считались небогодухновенными, в то время как западная римская Церковь признавала эти книги богодухновенными и авторитетными, как и канонические. Этот взгляд Католической церкви был ею канонизирован на Тридентском (1546 год) и Ватиканском (1871 год) соборах, признанными в Католической Церкви вселенскими. В качестве канонического перевода Библии была выбрана Вульгата — латинский перевод Библии, выполненный блаженным Иеронимом Стридонским в конце IV — начале V века. При этом сам Иероним отсутствующие у евреев книги не считал богодухновенными. Эти дополнительные книги известны у католиков как девтероканонические или второканонические.
В Русской Православной Церкви в число неканонических книг Ветхого Завета включаются 10 книг Септуагинты, отсутствующих в еврейской Библии; Третья книга Ездры, переведённая с латинского (Вульгаты); и вставки в канонические книги Ветхого Завета, но с примечанием, что эти книги переведены с греческого, а вставки, помещаемые в скобках, заимствованы из греческого перевода 70 толковников (III век до н. э.). Эти книги и вставки признаны небогодухновенными. В то же время некоторые отрывки из этих книг, наряду с каноническими, читаются за богослужениями на паремиях. В греческих Церквях эти 10 книг Септуагинты и дополнительная Четвёртая книга Маккавейская называются «анагиноскоменой» («рекомендуемыми для чтения»).
Реформация XVI века, отбросив многие нормы раннего христианства и предпочтя мнению Древней Церкви канон масоретов, отвергла внесение в Ветхий Завет не сохранившиеся на древнееврейском языке книги и части книг. Современные протестантские вероучения основывают свои тезисы на масоретской Библии. Отсутствующие 11 книг из неканонической Библии поощряются к прочтению, хотя они и не считаются вдохновлёнными самим Богом. Англикане также печатают часть неканонических книг в Библиях для чтения верующими.

### Ислам
Коран определяет Тору (Таурат), ниспосланную Моисею (Мусе) (аль-Касас 28:43, аль-Ан‘ам 6:91); Псалтирь (Забур; у евреев — Тегилим), ниспосланный Давиду (Дауду) (ан-Ниса 4:163); и Евангелие (Инджиль), ниспосланное Иисусу (Исе ибн Марьям) (аль-Маида 5:46). Тора упоминается в Коране 18 раз, Псалтирь — 3 раза, Евангелие — 12 раз. Когда Коран сообщает о Евангелии, то это относится к оригинальной божественной книге, ниспосланной, по учению ислама, Иисусу, а не к каноническим Евангелиям, написанными Матфеем, Марком, Лукой и Иоанном. В более широком смысле под Евангелием в Коране понимается Новый Завет.
Вместе с Кораном и утраченными свитками Авраама (Ибрахима) оригиналы этих трёх книг составляют китаб — исламский священный канон. Вера в божественное вдохновение оригиналов этих книг является одним из основополагающих принципов ислама, и многие их персонажи (Ибрахим (Авраам), Муса (Моисей), Юсуф (Иосиф), Иса (Иисус) и др.) являются в исламе пророками.
В то же время, по учению ислама, оригиналы Торы, Псалтири и Евангелия были утрачены, а существующие тексты Библии были подвержены искажениям (тахрифу) иудеями и христианами. К таким искажениям, по учению ислама, относятся свидетельство о божественной сущности Иисуса Христа, Его крестная смерть и Воскресение; но мусульмане верят в непорочное зачатие Иисуса Христа, Его Вознесение на небо и Второе пришествие. При этом мусульмане считают, что в Торе и Евангелии сообщалось о пришествие на землю Мухаммеда (аль-А‘раф 7:157). Согласно профессору апологетики и теологии Норману Гайслеру, нет абсолютно никаких сведений о том, что содержание Нового Завета было искажено, как считают мусульмане, и отрицание мусульманами подлинности Нового Завета несовместимо с их собственной верой в богодухновенность Корана.
Ранние мусульманские комментаторы (например, аль-Табари и ар-Рази) были убеждены, что искажения библейских книг сводятся к tahrif bi’al ma’ni, то есть к искажению смысла текста без изменения самого текста, но постепенно доминирующей стала концепция tahrif bi’al-lafz, то есть искажения самого текста. Согласно мусульманской традиции, оригинал Торы был сожжён во время завоевания Иерусалима царём Вавилона Навуходоносором, о чём сообщается в Третьей книге Ездры (3Езд. 14:21).
По учению ислама, все Писания, предшествовавшие Корану, в том числе Тора, Псалтирь и Евангелие, носили временный характер и были отменены после пришествия Мухаммеда, и только Коран является истинным писанием. Согласно Норману Гайслеру, хотя это самый распространённый взгляд среди мусульман, многие из них заявляют, что верят в святость и истинность ныне имеющейся Библии, но при этом уверены во вседостаточности Корана, причём лишь немногие из них брали в руки Библию.

### Прочие
Некоторые религии также находят вдохновение в Библии. Например, она играет важную роль в растафарианстве и считается «одним из многих важных священных писаний» в унитарианском универсализме.

## Переводы Библии
По информации Германского Библейского общества на 24 февраля 2005 года, Библия полностью или частично переведена на 2377 языков народов мира, полностью издана на 422 языках. По состоянию на октябрь 2015 года полностью или частично Библия переведена более чем на 2932 языка[111].
В 382 году святой Иероним Стридонский перевёл Ветхий Завет с греческого на латинский; в переводе Ветхого Завета он основывался на еврейском тексте. Этот перевод стал известен как Вульгата — Editio Vulgata (vulgatus означает «широко распространённый, общеизвестный»).
К 500 году Библия была переведена по крайней мере на 9 языков.
В 1380 году профессор Оксфорда Джон Виклиф сделал первые рукописные переводы Вульгаты на английский язык. Один из последователей Виклифа, Ян Гус, активно проповедовал его идею, что люди должны сами читать Библию на своём языке. За такие речи в 1415 году Гус был сожжён на костре по обвинению в ереси, а для растопки костра использовался перевод Библии Виклифа.
В 1450 году Иоганн Гутенберг изобрёл книгопечатание и для начала напечатал Библию на латинском. В 1517 году идеолог Реформации Мартин Лютер сформулировал свои знаменитые 95 тезисов и в 1522—1534 годах перевёл Библию на немецкий язык.

### Древнеармянский перевод

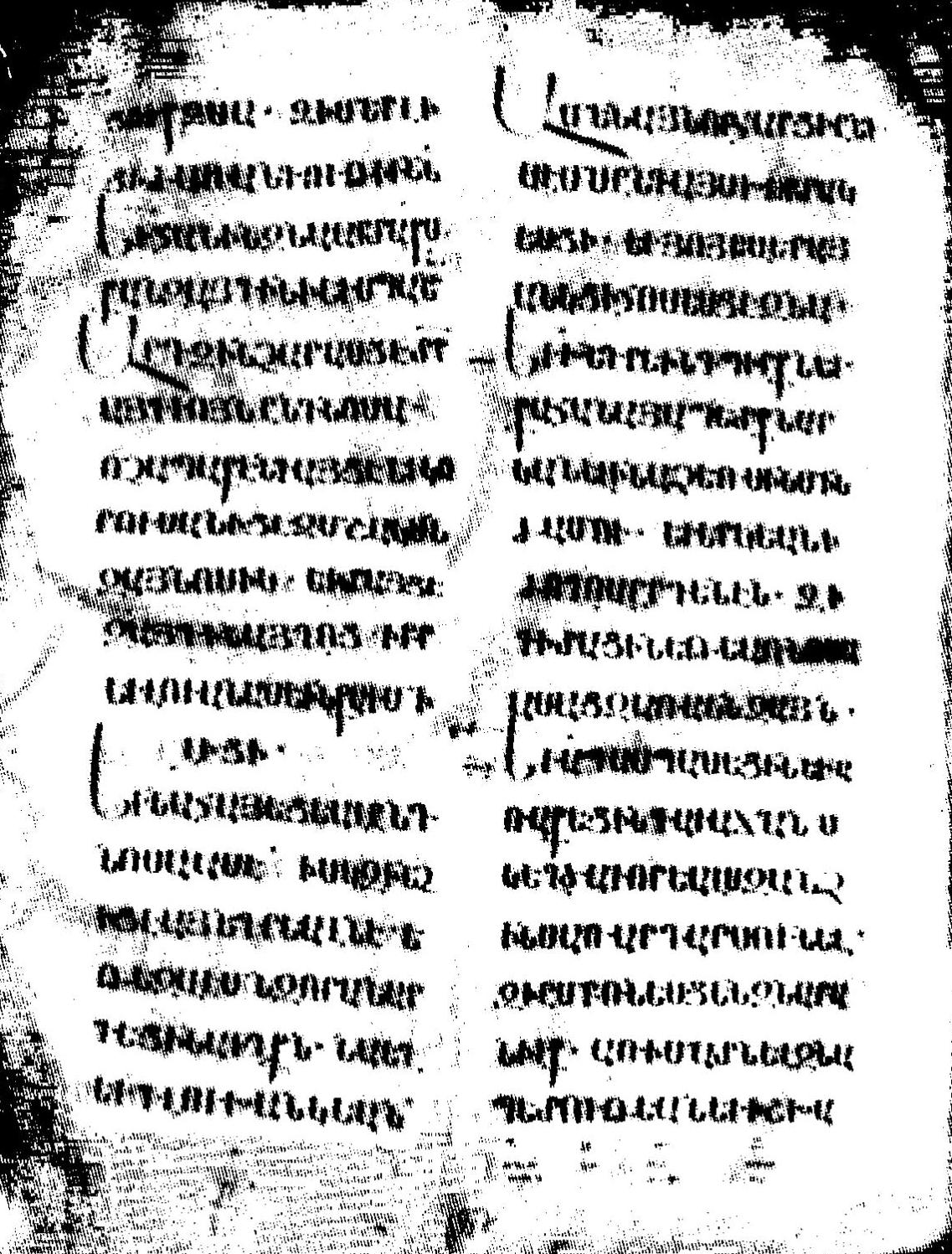
Евангелие Вехамор, датируется между VII и IX веками

После принятия христианства в качестве государственной религии в первые годы IV века в Армении развилась устная традиция перевода Библии. Через несколько лет после создания армянского алфавита (406 год) Библия впервые была переведена на армянский язык с сирийской Пешитты. Повторный перевод был сделан в последовавшие несколько лет после Эфесского собора (431 год). Переводчики Библии на армянский язык — Маштоц, Саак Партев, Езник Кохбаци, Корюн, Овсеп Пагнаци, Ован Екегецаци, Гевонд Вардапет и другие. Язык Библии — классический древнеармянский; поныне является официальным языком Святой Армянской апостольской церкви. Армянское название Աստուածաշունչ Մատեան (Astvacašunč Matyan) переводится как «Боговдохновенная Книга».

### Церковнославянскиепереводы
В IX веке Библия была переведена на язык, понятный восточным славянам. Перевод был предпринят братьями-миссионерами Кириллом и Мефодием — «первоучителями и просветителями славянскими». Их родным языком, предположительно, мог быть вариант староболгарского языка, на котором разговаривали в их родной Солуни; воспитание же и образование они получили греческое. Перевод Библии на церковнославянский язык Кирилл и Мефодий осуществили с помощью составленной ими славянской азбуки — глаголицы; позже, на основе греческого алфавита, была создана кириллица.
Списки с кирилло-мефодиевского перевода распространились среди восточных славян, что способствовало крещению Руси. Не сохранилось ни одного экземпляра какого-либо библейского текста с первоначальным переводом Кирилла и Мефодия; однако, без сомнения, он имел влияние на все последующие.
Со временем в переписываемых от руки книгах Библии накапливались ошибки, пропуски, толкования и вставки с целью ясности, замены болгарских слов русскими аналогами и т. п. Некоторые священные книги бесследно исчезли. Поэтому митрополит Алексий (1332—1378), в бытность свою в Константинополе, запасся греческими списками Нового Завета и по ним составил весь перевод на славянский язык. Много исправлений внёс митрополит Киприан, серб по происхождению (1378—1406). Некоторые книги, по распоряжению митрополита Филиппа, переводились даже с еврейского текста.
В XV веке архиепископ Геннадий поставил задачу собрать книги Священного Писания в единую Библию на славянском языке. Он организовал поиск частей славянской Библии по монастырям и соборам. Часть книг найти не удалось и их перевёл с латинской Вульгаты монах Вениамин. Экземпляр Геннадиевской Библии сохранился до наших дней. Ныне используемая православной церковью в богослужении в России и других славянских странах Библия отличается от текста Геннадия лишь мелкими, но многочисленными исправлениями.
На протяжении столетий русский язык развивался и менялся, но славянский перевод Библии в течение многих веков по-прежнему оставался в употреблении.
С появлением на Руси книгопечатания книги Священного Писания стали печатать на церковнославянском языке.
В 1564 году основатель типографского дела в России «первопечатник» Иван Фёдоров издаёт книгу «Апостол», в которую вошли Писания Нового Завета: Деяния Апостолов и их Послания. Эта книга на церковнославянском языке была первой напечатанной в России.
В 1581 году впервые было напечатано полное церковнославянское издание, известное как «Острожская Библия»; однако в её тексте иногда встречались ошибки и неточности.
В 1663 году, по определению собора 1660 года, было напечатано переиздание Острожской Библии с исправлением некоторых ошибок, известное как «Никоновская» или «Московская Библия».
По указу императрицы Елизаветы в 1751 году была издана тщательно исправленная церковнославянская Библия, так называемая «Елизаветинская», текст которой был сверен с древним греческим переводом — Септуагинтой. Елизаветинская Библия, с незначительными правками графического характера, до сих пор используется как авторизованный для богослужения текст в русском православии.

### Краткая история русского перевода Библии

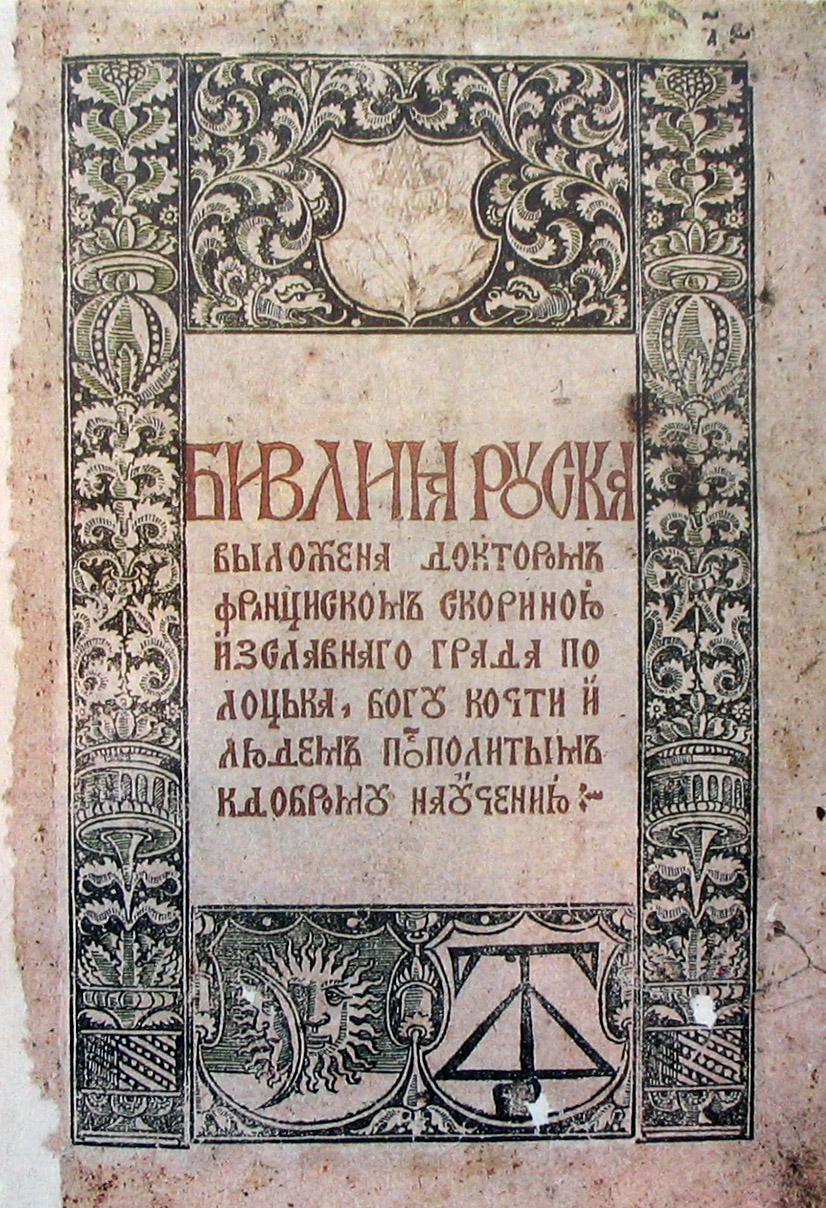
«Библия Руска» Франциска Скорины

В первой половине XVI века уроженец Полоцка, доктор медицины Франциск Скорина, переводит все книги Ветхого Завета на современный ему западнорусский язык. Перевод, сделанный им с латинской Библии Иеронима (Вульгата), был напечатан в 1517—1525 годах в Праге и в Вильне.
В 1703 году царь Пётр I принимает решение издать Новый Завет на русском языке. Он поручает перевод Нового Завета немецкому пастору — Эрнсту Глюку, известному своими филологическими трудами. Работая в Москве, пастор Глюк закончил перевод; но в 1705 году он скончался, и после его смерти оставленный им перевод исчез.
В 1813 году в России было основано Российское библейское общество, поставившее своей целью печатание и распространение книг Священного Писания среди народов страны. Было решено продавать их по низкой цене и бесплатно раздавать неимущим. В 1815 году, после возвращения из-за границы, император Александр I повелел «доставить и россиянам способ читать Слово Божие на природном своём российском языке». Вновь был поставлен вопрос о русском переводе Библии.
Ответственность за издание книг Священного Писания на русском языке взяло на себя Российское библейское общество; перевод был поручен членам Петербургской духовной академии.
В 1818 году первое издание четырёх Евангелий (параллельно на русском и церковнославянском языках) вышло из печати, а в 1822 году впервые был полностью напечатан Новый Завет на русском языке. Затем стали переводить на русский и печатать книги Ветхого Завета. Одновременно делались переводы Священного Писания и на языки других народов Российской империи.
Некоторые представители высших церковных властей отрицательно относились к деятельности Библейского общества. Они считали, что Библия должна находиться в руках духовенства и что не следует давать возможность народу читать и изучать её самостоятельно. В 1824 году митрополит Серафим просит царя запретить Библейское общество. В апреле 1826 года, по указу императора Николая I, деятельность общества была прекращена. К этому времени типография Русского библейского общества успела напечатать около миллиона экземпляров книг Священного Писания на 26 языках народов России.
После запрета деятельности Общества работа над русским переводом Библии приостановилась. Вскоре была прекращена продажа русскоязычного Нового Завета. Однако святитель Филарет (Дроздов), первенствующий митрополит Московский, в 1858 году всё же добился у императора Александра II разрешения на перевод и печатание Священного Писания на русском языке. Перевод осуществлялся под руководством Синода — высшего управления Русской Православной Церкви. Была проделана огромная работа для того, чтобы русскоязычный перевод книг Священного Писания как можно больше соответствовал текстам древних подлинников, а также обладал литературными достоинствами.
В 1862 году, сорок лет спустя после первого издания русскоязычного Нового Завета, было выпущено в свет его второе издание — несколько улучшенное, на более современном русском языке.
Решено было заново тщательно подготовить перевод всех книг Ветхого Завета. Для этого в 1860 году был избран специальный комитет при Петербургской духовной академии. Перевод Ветхого Завета делали профессора Петербургской духовной академии: М. А. Голубев; Е. И. Ловятин; П. И. Савваитов — известный археолог и историк; Д. А. Хвольсон — христианин еврейского происхождения, профессор Петербургской духовной академии. Много потрудился над переводом также профессор Киевской духовной академии М. С. Гуляев. Перевод Ветхого Завета осуществлён с древнееврейского (масоретского) текста Библии, а Нового Завета — с греческого. Переводчики руководствовались также греческим текстом Септуагинты, пользовались латинским переводом Иеронима и ранее сделанным русским переводом.
В 1876 году впервые вышла из печати полная русская Библия. Текст её иногда называют «синодальным», так как она была издана под руководством Синода. Произошло это почти три века спустя после появления первоначальной церковнославянской Библии. Язык этой Библии обладает несомненными литературными достоинствами. Благодаря его эмоциональности и ритму, русский перевод близок по форме к стихотворениям в прозе. Издание русскоязычной Библии было важным событием в истории русского христианства и русской культуры.
Патриарх Тихон и Всероссийский поместный собор в 1918 году задумали приступить к новому переводу Писания, но осуществлению этого замысла помешала внутрицерковная борьба с обновленческим расколом.
С 1953 по 1970 год в русских эмигрантских кругах за границей шла работа над так называемым парижско-брюссельским переводом Нового Завета. Основную роль здесь сыграли епископ Кассиан (Безобразов), А. Васильев, Н. Куломазин. Перевод делался по изданию Нестле и был издан Британским и Иностранным Библейским обществом. Переводчики пытались предельно приблизиться к современному разговорному языку.
1 июня 2011 года Российское библейское общество выпустило в свет полную Библию в современном русском переводе.
В декабре 2014 года был опубликован Восстановительный перевод Библии на русском языке.

## Библейские персонажи
Статьи об отдельных персонажах см. в Категория:Библейские персонажи
Библия включает 2800 собственных имён, под которыми выступает около 15 000 лиц.

## Исследования
Библейская археология помогает определить образ жизни людей в библейские времена. Существуют разные интерпретации результатов библейской археологии. Библейский максимализм рассматривает Ветхий Завет как отражение реальной истории через призму религиозного восприятия. Противоположное направление — библейский минимализм — рассматривает Библию как продукт исключительно послепленного периода (V век до н. э. и позже). В целом научное сообщество признаёт Библию источником некоторых исторических сведений; в частности, историчность вавилонского плена не поддаётся сомнению.
История Древнего Израиля и Иудеи X—VII веков до н. э. остаётся предметом жарких споров в научном сообществе. Большинство учёных признаёт библейские события VIII—VII веков до н. э. историческими, тогда как вопросы по более раннему Израильскому царству, в том числе историчность царя Давида, весьма далеки от окончательного вердикта. Решающее значение могут иметь археологические находки, например стела из Тель-Дана. 
Ряд учёных не признают историчность таких событий, как исход из Египта, странствование по пустыне или эпоха Судей.
Исторический контекст Римской империи I века н. э., в котором происходят события Нового Завета, изучен достаточно хорошо. Велись споры об историчности Иисуса Христа, но в настоящее время большинство учёных признаёт его существование.

## Библейская критика
Она вдохновляла на создание великих памятников человеческой мысли, литературы и искусства, и в то же время потворствовала худшим проявлениям человеческой жестокости, корыстолюбия и ограниченности. Она побуждала к великим свершениям во имя свободы и развития человечества, и в то же время служила идеологической подпиткой для порабощения и угнетения народов. Этот источник религиозных и нравственных норм объединяет людей, помогает заботиться друг о друге и защищать ближнего своего; но именно это сильное чувство принадлежности служит благодатной почвой для роста этнической, расовой и международной напряжённости и развития конфликтов.Оригинальный текст (англ.)It has inspired some of the great monuments of human thought, literature, and art; it has equally fuelled some of the worst excesses of human savagery, self-interest, and narrow-mindedness. It has inspired men and women to acts of great service and courage, to fight for liberation and human development; and it has provided the ideological fuel for societies which have enslaved their fellow human beings and reduced them to abject poverty. ... It has, perhaps above all, provided a source of religious and moral norms which have enabled communities to hold together, to care for, and to protect one another; yet precisely this strong sense of belonging has in turn fuelled ethnic, racial, and international tension and conflict.
— Джон Ричиз, профессор библеистики, университет Глазго
Библейская критика исследует непосредственно текст Библии для определения авторства, времени составления и авторских намерений. Её следует отличать от критики Библии, отрицающей её как источник информации или кодекс нравственного поведения, так как она может содержать ошибки перевода.
В XVII веке Томас Гоббс собрал все имеющиеся доказательства того, что Моисей не мог написать основной объём Торы. Вскоре после этого Барух Спиноза опубликовал критический анализ, в котором утверждал, что проблемные места Пятикнижия — не единичные случаи, которые можно разобрать один за другим, а общее место во всех пяти книгах: «То, что Пятикнижие написано не Моисеем, — ясно, как солнце в полдень».
Кроме вопросов нравственности, непогрешимости или историчности остаётся актуальным вопрос о составе Библии. Иудеи не принимают Новый Завет (так как не считают Иисуса Христа обещанным Мессией), большинство христиан отрицает легитимность апокрифов Нового Завета как противоречащих Новому Завету, а некоторые из христиан отрицают вообще все библейские тексты, кроме евангельского учения Христа.

## Связанные с Библией науки и учения
- Библеистика
- Герменевтика
- Онтология
- Религиоведение
- Христианское богословие
- Экзегетика
- Эсхатология

## Прочие сведения
- По состоянию на 2013 год напечатано шесть с лишним миллиардов экземпляров Библии или её отдельных книг[132]. Это количество более чем в шесть раз превышает общий тираж второй по распространённости книги — цитатника Мао Цзэдуна, составляющий около 900 миллионов копий[133].
- По состоянию на октябрь 2015 года полностью или частично Библия переведена более чем на 2932 языка[134]. Как минимум 90 процентов населения Земли могут читать Библию или её отдельные книги на родном языке.
- Президенты США, вступая в должность, приносят присягу на Библии.
- В 1631 году в Англии из-за грубой ошибки наборщика в одном из изданий содержалась заповедь «прелюбодействуй», что категорически нарушало все библейские уставы (см. Злая Библия).

### Учебные Библии
- Толковая Библия, или Комментарий на все книги Священного Писания Ветхого и Нового Завета. В 11 т / под ред. А. П. Лопухина (т. 1); издание преемников А. П. Лопухина (тт. 2—11). — СПб., 1904—1913. — (Общедоступная богословская библиотека).
- Новая Женевская учебная Библия = New Geneva Study Bible / под общ. ред. В. А. Цорна. — Hänssler-Verlag, 1998. — 2052 с.
- Учебная Библия Джона МакАртура = The MacArthur Study Bible. — Славянское Евангельское Общество, 2003.

### Монографии
- Алексеев А. А. Текстология славянской Библии. — СПб.: Дмитрий Буланин, 1999. — 256 с. — 1000 экз. — ISBN 5-86007-114-0 ISBN 3-412-00598-3.
- Воробьев С. Ю. Библия, история, археология. — М.: Планета, 2015. — 560 с. — 7000 экз. — ISBN 978-5-903162-62-8.
- Грилихес Л. Е. Археология текста: Сравнительный анализ Евангелий от Матфея и Марка в свете семитской реконструкции. — М.: Издательство Свято-Владимирского братства, 1999. — 97 с. — ISBN 5-900-249-30-1.
- Дойель Л. Завет вечности. В поисках библейских манускриптов. — СПб.: «Амфора», 2001. — 400 с. — ISBN 5-94278-282-2. Архивировано 28 октября 2006 года.
- Крывелёв И. А. Книга о Библии. — М.: Издательство социально-экономической литературы, 1958.
- Макдауэлл Д. Свидетельства достоверности Библии: повод к размышлениям и основание для принятия решения / Пер. с англ = The New Evidence that Demands a Verdict (англ.). — СПб.: Христианское общество «Библия для всех», 2003. — 747 p. — ISBN 5-7454-0794-8, ISBN 0-7852-4219-8.
- Мень А. В. Исагогика. Ветхий Завет. — М.: Фонд имени Александра Меня, 2003. — 640 с. — ISBN 5-89831-003-7.
- Мецгер Б. М. Текстология Нового Завета. Рукописная традиция, возникновение искажений и реконструкция оригинала = The Text of the New Testament: Its Transmission, Corruption, and Restoration. — М.: ББИ святого апостола Андрея, 1996. — 352 с. — (Современная библеистика). — ISBN 5-87507-011-0.
- Синило Г. В. Древние литературы Ближнего Востока и мир Танаха (Ветхого Завета). — Минск: Издательство "Экономпресс", 1998. — 474 с.
- Тов Э.[англ.]. Текстология Нового Завета. — М.: ББИ святого апостола Андрея, 2001. — 347 с. — ISBN 5-89647-031-2. Архивировано 20 июля 2018 года.
- Фридман Р. Э. Кто написал Библию? = Who Wrote the Bible? — Harper San Francisco, 1997. — 299 с. — ISBN 0-06-063035-3. Архивировано 26 октября 2011 года.
- Цуркан Р. К. Славянский перевод Библии: Происхождение, история текста и важнейшие издания. — СПб.: Коло. Летний сад, 2001. — 320 с. — ISBN 5-89740-059-8.
- Чистович И. А. История перевода Библии на русский язык. — СПб.: Типография М. М. Стасюлевича, 1889. — 361 с.
- Юревич Д. В. Пророчества о Христе в рукописях Мёртвого моря. — СПб.: Аксион эстин, 2004. — 257 с. — (Библеистика. Современные исследования). — ISBN 5-902679-01-X.

### Научно-популярные издания
- Гече Г. Библейские истории. — М.: Политиздат, 1988. — 368 с. — (Библиотека атеистической литературы). — ISBN 5-250-00135-1.
- Косидовский З. Библейские сказания = Opowieści biblijne. — 4-е изд.. — М.: Политиздат, 1978. — 455 с. — (Библиотека атеистической литературы).
- Косидовский З. Сказания евангелистов = Opowieści ewangelistów. — 2-е изд.. — М.: Политиздат, 1977. — 262 с. — (Библиотека атеистической литературы).
- МакРэй Джон, Херт Альфред, Уиллитс Джоэл. Библейская археология. Ветхий Завет. Свитки Мёртвого моря. Новый Завет / Пер. с англ (англ.). — М.: Российское библейское общество, 2016. — 112 p. — 4000 экз. — ISBN 978-5-85524-575-2.
- Фаст Г., протоиерей. С Библией в руках по Святой Земле. Богословские заметки русского паломника. — М.: Никея, 2014. — 160 с. — (Встречи с Богом). — ISBN 978-5-91761-258-4.

### Статьи
- Библия : [арх. 21 февраля 2023] / Аверинцев С. С. // «Банкетная кампания» 1904 — Большой Иргиз. — М. : Большая российская энциклопедия, 2005. — С. 462—465. — (Большая российская энциклопедия : [в 35 т.] / гл. ред. Ю. С. Осипов ; 2004—2017, т. 3). — ISBN 5-85270-331-1.
- Аверинцев С. С. Библия // Новая философская энциклопедия / Ин-т философии РАН; Нац. обществ.-науч. фонд; Предс. научно-ред. совета В. С. Стёпин, заместители предс.: А. А. Гусейнов, Г. Ю. Семигин, уч. секр. А. П. Огурцов. — 2-е изд., испр. и допол. — М.: Мысль, 2010. — ISBN 978-5-244-01115-9.
- Библия // Энциклопедический словарь Брокгауза и Ефрона : в 86 т. (82 т. и 4 доп.). — СПб., 1890—1907.
- Елеонский Ф. Г. Библия в России // Православная Богословская Энциклопедия. — СПб.: Издание Петроград. Приложение к духовному журналу «Странник», 1901. — Т. 2. — Стб. 491.
- Квливидзе Н. В., Турилов А. А. Библия. III. Иллюстрации // Православная энциклопедия. — М., 2002. — Т. V : Бессонов — Бонвеч. — С. 110—120. — 39 000 экз. — ISBN 5-89572-010-2.
- Людоговский Ф. Б. Библия // Кругосвет.
- Лявданский А. К., П. Э. Н., Лазаренко О. М., Алексеев А. А. Библия. II. Рукописи и издания еврейского и греческого текста // Православная энциклопедия. — М., 2002. — Т. V : Бессонов — Бонвеч. — С. 97—110. — 39 000 экз. — ISBN 5-89572-010-2.
- Лявданский А. К., Алексеев А. А., Грилихес Л. Е., Муравьёв А. В., Васильчева Ю. Г., Войтенко А. А., Джагацпанян Е. Д., Назаренко А. В., Чернецов С. Б., Морозов Д. А., Пичхадзе А. А., Турилов А. А., Чарота И. А., Димитров И., Заловский М., Горджевский Г., Наумов А. Е., Крашовец Й., Чернов В. В., Ребич А., Печиркова Я., Дмитриева О. В., Овсянников С., Зайцев Д. В., Э. С. П., Раш К., Гросул В. Я., Дельфорж Ф., Бонне К., Э. П. Г., Чернецов C. Б., Селезнёв Н. Н., Небольсин C. А., Кикнадзе З. Г., Иванов П. М., Тераудкальнс В., Ребрик В. В., Сахарова Е. Б., Столяров А. В., Десницкий А. С. Библия. IV. Переводы // Православная энциклопедия. — М., 2002. — Т. V : Бессонов — Бонвеч. — С. 97—110. — 39 000 экз. — ISBN 5-89572-010-2.
- П. Э. Н. Библия. I. Общие сведения // Православная энциклопедия. — М., 2002. — Т. V : Бессонов — Бонвеч. — С. 89—97. — 39 000 экз. — ISBN 5-89572-010-2.
- Рождественский А. П. Библия // Православная богословская энциклопедия. — СПб.: Издание Петроград. Приложение к духовному журналу «Странник», 1901. — Т. 2. — Стб. 473.

### Тексты ипереводы
- «Я-Тора». О проекте: проект, в основе которого лежит новый русский перевод избранных библейских текстов с подробными комментариями; комментарии к переводу носят культурологический и лингвистический характер; авторы.
- Online-Bibeln — Biblia Hebraica Stuttgartensia и Novum Testamentum Graece на сайте Немецкого Библейского общества
- Библия — 4 полных перевода на русском языке и 6 переводов Нового Завета
- Библия Онлайн — переводы на различных языках
- Слово Божье — Священные тексты на древних и новых языках в формате PDF
- В современном переводе — WBTC
- Совмещённое отображение сразу из многих переводов
- Подстрочный перевод с греч. и евр. языков

### Справочные издания и ресурсы
- Библейская Энциклопедия. Труд и издание Архимандрита Никифора
- Библейские словари
- «Библия-Центр»
- История Библии на сайте Российского Библейского общества

### Толкования и комментарии
- Толкование Священного Писания — построчное толкование книг Ветхого и Нового Заветов
- ЭкзегетЪ.RU